# تپه زرین‌آباد
تپه زرین آباد مربوط به دوران‌های تاریخی پس از اسلام است و در شهرستان بیجار، بخش چنگ الماس، روستای زرین آباد واقع شده و این اثر در تاریخ ۱۰ دی ۱۳۸۱ با شمارهٔ ثبت ۶۹۲۸ به‌عنوان یکی از آثار ملی ایران به ثبت رسیده است.